# Psiloplagia pachypterna
Psiloplagia pachypterna är en tvåvingeart som beskrevs av Leander Czerny 1928. Psiloplagia pachypterna ingår i släktet Psiloplagia och familjen myllflugor. Inga underarter finns listade i Catalogue of Life.